# Chimneys (pjäs)
Chimneys är en pjäs av deckarförfattaren Agatha Christie och är baserad på hennes egen roman Hemligheten på Chimneys från 1925. Pjäsen skrevs 1931 men hade premiär först 2003.

## Historia
Pjäsen skrevs 1931 och skulle ha premiär på Embassy Theatre i London i december samma år. Ett år tidigare hade Black Coffee, Christies första teaterpjäs, haft premiär på samma teater. Som lagen var på den tiden granskades pjäsen av Lord Chamberlain's Office och godkändes för framförande. Flera tidningsartiklar  hänvisade till den nya pjäsen, men plötsligt och utan förklaring ersatte teatern pjäsen med Mary Broome, en komedi i fyra akter från 1912 av Allan Monkhouse.
Även om pjäsen inte var bortglömd, förblev den okänd annat än för en liten grupp hängivna fram till december 2001 när John Paul Fischbach, konstnärlig ledare för Vertigo Theatre i Calgary i Kanada letade efter något speciellt och relativt. Han kontaktade Agatha Christie Limited, som hade hand om författarens rättigheter, och fick veta av dess ordförande (och Christies barnbarn Mathew Prichard) att det enda relativt okända scenverk som kunde framföras var 1930-talspjäsen A Daughter's a Daughter som spelades en gång på 1950-talet men som tidigare hade reviderats till en roman från 1952 som publicerades under pseudonymen Mary Westmacott. Fischbach hade ett exemplar av pjäsen tillgängligt och när han tittade igenom det hittade han ett annat manuskript med rubriken: Chimneys: A play in three acts by Agatha Christie. Han kontaktade återigen Prichard som sa att han hade hört talas om pjäsen men sa att han aldrig hade sett en kopia. Prichard kontaktade British Library som lokaliserade det maskinskrivna manuset (tillsammans med anteckningar som föreslog Laurence Olivier för en av rollerna) och Vertigo Theatre presenterade pjäsens världspremiär den 16 oktober 2003 med Mathew Prichard i publiken.
Den brittiska premiären ägde rum den 1 juni 2006 då den framfördes av Pitlochry Festival Theatre Company. Den amerikanska premiären ägde rum den 12 juni 2008 som en del av International Mystery Writers' Festival i Owensboro, Kentucky. Den australiska premiären var den 6 mars 2021 på Genesian Theatre..
Pjäsen har publicerats i samlingen "Discovering New Mysteries Scripts" av on Stage Press, en avdelning av Samuel French, Inc.

## Karaktärer
- Tredwell
- Monsieur Lemoine
- En gammal dam
- Lord Caterham
- Lady Eileen Brent
- The Honourable  George Lomax
- Bill Eversleigh
- Anthony Cade
- Virginia Revel
- Främlingen
- Överintendent Battle
- Herman Banks
- Boris Andrássy
- Monsieur X

## Handling
Den unge Anthony Cade blir indragen i internationella intriger när han går med på att leverera ett paket till den engelska herrgården Chimneys. När godset vänds upp och ner av ett mord finner Cade sig motvilligt i att ta itu med både Scotland Yard och mystiska brottslingar som är villiga att göra vad som helst för att förhindra monarkin från att återupprättas i den avlägsna nationen Herzoslovakien.